# Иван Ружев
Иван Янков Ружев е български минен инженер и политик от БКП.

## Биография
Роден е в Малко Търново на 16 октомври 1933 г. Завършва Минно-геоложкия институт в София. Член е на БКП от 1961 г.
Дълги години работи като главен инженер и началник на рудник в Държавното минно предприятие „Върли бряг“ край Бургас. През 1966 г. става секретар на Общоминния комитет на БКП в Минно-обогатителния комбинат „Бургаски медни мини“. Освен това е завеждащ отдел. Между 1974 и 1980 г. е секретар на Окръжния комитет на БКП в Бургас, като отговаря за промишлено-стопанските въпроси.
Завършва Висшата партийна школа при ЦК на КПСС. От 1980 г. е заместник-председател на Съвета по енергийно-суровинните проблеми при Министерския съвет с ранг на първи заместник-министър. През 1981 г. е назначен за председател на Изпълнителния комитет на Окръжния народен съвет в Бургас. Освен това е член на Бюрото на Окръжния комитет на БКП в Бургас. От 1981 до 1990 г. е кандидат-член на ЦК на БКП.
От 1989 по 1992 г. е генерален консул на България в Киев. Представен е във Върховния съвет на Украинската ССР като генерален консул на Република България на 15 март 1991 г.